# Attila Balázs
Attila Balázs (ur. 27 września 1988 w Budapeszcie) – węgierski tenisista, reprezentant w rozgrywkach Pucharu Davisa.

## Kariera tenisowa
Zawodowy tenisista od 2006 roku.
Balázs jest finalistą jednego turnieju o randze ATP Tour w grze pojedynczej.
W 2009 zadebiutował w reprezentacji Węgier w Pucharze Davisa.
Najwyżej klasyfikowany w rankingu gry pojedynczej na 76. miejscu (2 marca 2020), a w zestawieniu gry podwójnej na 173. pozycji (11 czerwca 2018).
Balázs jest wielokrotnym mistrzem kraju w tenisie ziemnym.

### Finały w turniejach ATP Tour
| Legenda                                      |
| -------------------------------------------- |
| Wielki Szlem                                 |
| Igrzyska olimpijskie                         |
| Tennis Masters Cup / ATP Finals              |
| ATP Masters Series / ATP Tour Masters 1000   |
| ATP International Series Gold / ATP Tour 500 |
| ATP International Series / ATP Tour 250      |

#### Gra pojedyncza (0–1)
| Końcowy wynik | Nr | Data          | Turniej | Nawierzchnia | Przeciwnik    | Wynik finału |
| ------------- | -- | ------------- | ------- | ------------ | ------------- | ------------ |
| Finalista     | 1. | 21 lipca 2019 | Umag    | Ceglana      | Dušan Lajović | 5:7, 5:7     |